# Baisse structurelle des prix de l'immobilier
Pour les articles homonymes, voir Trou noir (homonymie).
 (mars 2008).
Si vous disposez d'ouvrages ou d'articles de référence ou si vous connaissez des sites web de qualité traitant du thème abordé ici, merci de compléter l'article en donnant les références utiles à sa vérifiabilité et en les liant à la section « Notes et références ».
Une baisse structurelle des prix de l'immobilier peut être provoquée par différents facteurs, en particulier une décroissance démographique.
Cette déflation des prix du marché immobilier peut être accentuée par le comportement de certains investisseurs naïfs. Dans les pays en déclin démographique, la baisse du nombre de ménages limite la demande en logements.
On utilise le terme Trou noir, car les prix bas attirent les investisseurs, qui construisent des logements neufs et rénovent des logements anciens. En l'absence de réelle demande, il en résulte une crise structurelle. Le marché s'effondre littéralement et on constate alors des prix très bas. Plus les prix baissent, plus les investisseurs naïfs se précipitent pour investir.
Les pays avérés du trou noir de l'immobilier sont le Japon et l'Allemagne. Les pays potentiellement concernés à l'avenir sont l'Italie, la Russie, la Pologne, la Hongrie, la Slovaquie et l'Espagne…[réf. nécessaire]